# Liczby podwójne
Liczby podwójne – wyrażenia postaci {\displaystyle a+b\jmath ,} gdzie {\displaystyle a,b\in \mathbb {R} ,} {\displaystyle \jmath \notin \mathbb {R} } oraz {\displaystyle \jmath ^{2}=1.}

## Konstrukcja
Liczby podwójne można ściśle zdefiniować jako zbiór par liczb rzeczywistych, tj. {\displaystyle \mathbb {R} \times \mathbb {R} } z następującymi dwoma działaniami:
{\displaystyle (a,b)\oplus (c,d)=(a+c,b+d),}
{\displaystyle (a,b)\otimes (c,d)=(ac+bd,ad+bc).}
Para {\displaystyle (1,0)} jest elementem neutralnym mnożenia {\displaystyle \otimes } oraz {\displaystyle (0,1)^{2}=(1,0).}
Jest to więc pierścień przemienny z jedynką i z dzielnikami zera. Dzielniki zera mają postać {\displaystyle (a,a)} lub {\displaystyle (a,-a),} bowiem dla dowolnych {\displaystyle x,y{:}}
{\displaystyle (x,x)\otimes (y,-y)=(y,-y)\otimes (x,x)=(0,0).}
Ponieważ {\displaystyle (1,0)} i {\displaystyle (0,1)} są niewspółmierne, więc analogicznie do liczb zespolonych otrzymać można następującą postać kanoniczną:
{\displaystyle (a,b)=(a,0)+(0,b)=a+b\jmath } gdzie {\displaystyle \jmath =(0,1).}
Dla liczby podwójnej niebędącej dzielnikiem zera, tj. {\displaystyle c+d\jmath ,\quad c^{2}-d^{2}\neq 0} istnieje odwrotność:
{\displaystyle (c+d\jmath )^{-1}={\frac {1}{c+d\jmath }}={\frac {-c+d\jmath }{-c^{2}+d^{2}}}.}
Pierścień liczb podwójnych można zanurzyć izomorficznie w pierścieniu macierzy stopnia drugiego:
{\displaystyle a+b\jmath \ \leftrightarrow {\begin{pmatrix}a&b\\b&a\end{pmatrix}},}
w szczególności
{\displaystyle \jmath \ \leftrightarrow {\begin{pmatrix}0&1\\1&0\end{pmatrix}}.}

## Przykłady
- {\displaystyle (12+7\jmath )+(36+43\jmath )=48+50\jmath }
- {\displaystyle (5+3\jmath )\cdot (6+4\jmath )=42+38\jmath }